# Alan Yarrow

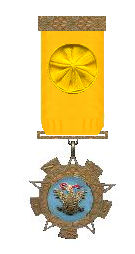
Insignia de Oficial de la Águila Azteca

Alan Colin Drake Yarrow (Johor Bahru, Malasia; 27 de junio de 1951) es un político británico que ejerció como el Lord-Mayor de Londres (2014 a 2015).

## Biografía
Es banquero y financista británico, ex-vicepresidente del grupo « Dresdner Kleinwort ». Desde el año 2007 es elegido concejal de la Ciudad de Londres. 
El 7 de noviembre de 2014 se convierte en el cargo de Lord-Mayor antes del « Lord Mayor's Show » el desfile cívico más antiguo del mundo y uno de los más grandes espectáculos de Londres.
El Lord-Mayor of London es diferente que el Mayor of London, ya que « Mayor of London » es el alcalde de todo el Condado del Gran Londres, mientras que el «Lord-Mayor of London» es un funcionario de únicamente del distrito de la City de Londres.

## Distinciones y condecoraciones
- Knight Bachelor (2015).
- Caballero de justicia (KJStJ) de la Venerable Orden de San Juan (2014).
  - Hermano sirviente (SBStJ) de la Venerable Orden de San Juan (2012).[9]
- Placa de la Orden del Águila Azteca (2015)
  - Académico honorario (Hon. FCSI) del « Chartered Institute for Securities & Investment del Reino Unido » (2010).[10]